# Кузнецов, Николай Борисович
Николай Борисович Кузнецо́в (род. 29 мая 1958, Челябинск) — советский и российский учёный-геолог, тектонист, профессор, доктор геолого-минералогических наук (2009), заместитель директора по научной работе Геологического института РАН, член-корреспондент РАН (2022).

## Биография
Родился 29 мая 1958 года в городе Челябинск.

### Образование
В раннем детстве остался без родителей, жил и учился в детском доме «Школа-интернат № 5» города Челябинска (1965—1973).
В 1973—1977 годах учился в Миасском геологоразведочном техникуме (МГРТ).
Прошёл срочную воинскую службу (1977—1979).
В 1979—1980 годах учился на подготовительном отделении МГУ.
В 1980—1985 годах учился на кафедре Исторической и региональной геологии Геологического факультета МГУ. Окончил его с отличием, по специальности «Геологическая съёмка».
В 2015 году прошёл стажировку по методике «TerraneChrone» комплексного изучения детритовых цирконов в центре GEMOC/CCFS (Университет Маквори, Сидней).

### Научная работа
Начал работать техником-геологом в геологоразведочной партии Кызылкумской геологоразведочной экспедиции, Узбекская ССР.
Был инженером, геологом, затем начальником партии в Центрально-Казахстанской экспедиции Геологического факультета МГУ.
В 1990—1994 годах — сотрудник в Лаборатории региональной геодинамики (ЛАРГЕ АН СССР/РАН).
- В 1994 году защитил кандидатскую диссертацию на тему: «Допозднекайнозойская тектоника фундамента Курило-Камчатской островной дуги» (специальность — «Геотектоника»).

В 1994—1997 годах — работал в лаборатории Планетарной геофизики, Институт физики Земли имени О. Ю. Шмидта РАН.
- В 2009 году в Институте Физики Земли РАН защитил докторскую диссертацию на тему: «Комплексы протоуралид-тиманид и позднедокембрийско-раннепалеозойская эволюция восточного и северо-восточного обрамления Восточно-Европейской платформы» (специальность — «Геотектоника и геодинамика»).

C 1997 года работает в ГИН РАН:
- Лаборатория Геодинамики позднего докембрия и фанерозоя (старший, ведущий и главный научный сотрудник).
- Заведующий лаборатории Тектоники консолидированной коры[когда?].
- Заместитель директора ГИН РАН по научной работе (С 2017).

В 2007 году участвовал в исследованиях Российских Международных научных групп в рамках Международного полярного года.
В 2007—2014 годах работал в Международных и Российских геологических экспедиций на архипелаге Шпицберген.
С 2019 года — заместитель председателя Научного совета по проблемам тектоники и геодинамики при Отделении наук о Земле РАН. Организатор ежегодных Всероссийских Тектонических совещаний.
В 2022 году был избран членом-корреспондентом РАН по специальности «Геология».

### Преподавательская работа
Совмещает работу в ГИН РАН с преподаванием в ВУЗах:
- 2009—2017 — профессор кафедры МПИ РУДН, читал лекции и вёл практические занятия по курсу «Геология России»
- с 2012 — профессор кафедры Теоретических основ поисков и разведки нефти и газа (кафедра поисков нефти и газа) РГУ НиГ им. И. М. Губкина, читает лекции по курсу «Структурная геология»; ведёт учебные геолого-съёмочные практики в Крыму и на Южном Урале.

Руководитель кандидатских диссертаций (защищены в 2015, 2016).
В 2018—2020 и 2022 годах — председатель Государственной Экзаменационной комиссии (ГЭК) по рассмотрению квалификационных работ выпускников геологического факультета МГУ.
С 2021 года — председатель ГЭК по рассмотрению квалификационных работ выпускников аспирантуры по направлению Науки о Земле в ФИЦ Коми НЦ УрО РАН.

## Вклад в науку

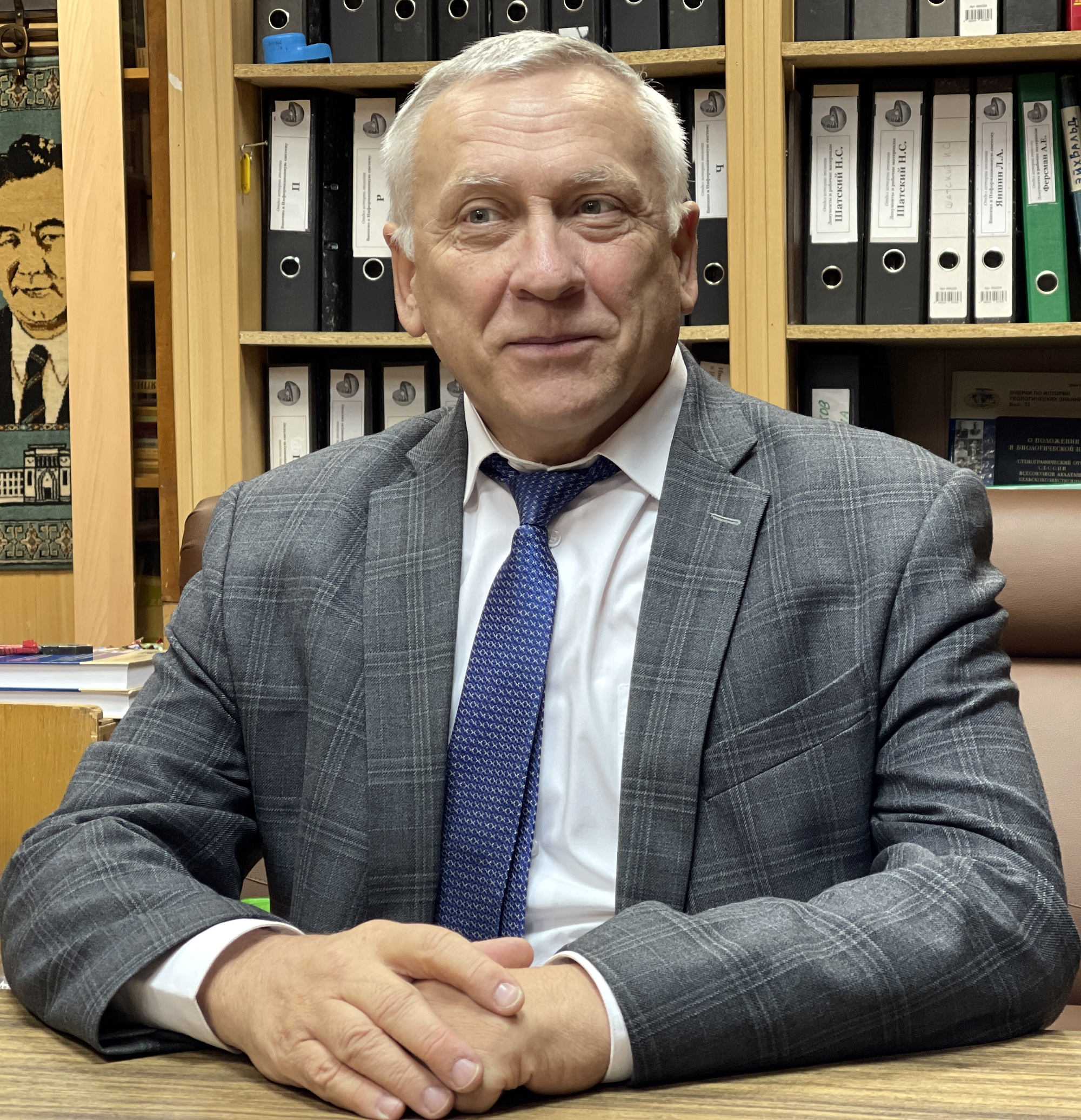
Н. Б. Кузнецов в ГИН РАН

Ведущий специалист в региональной геологии, тектонике и геодинамике.
Занимается расшифровкой строения и эволюции Сибирской и Восточно-Европейской платформ и обрамляющих их фанерозойских складчатых поясов, базируются на личных экспедиционных и лабораторных результатах:
- Разработал концепцию позднедокембрийско-раннепалеозойской эволюции Западной Арктики (коллизия палеоконтинентов Балтика и Арктида).
- Показал, что позднедокембрийские комплексы западного Урала были сформированы на окраинах двух континентов — на Уральском сегменте Тиманско-Уральской пассивной окраины Балтики и на Большеземельской активной окраине Арктиды.
- Определил возраст протоуральско-тиманской орогении в 540—510 млн лет назад.
- Обосновал продолжение пояса Пери-Гондванских террейнов из Западной Европы и Балкан через Крым в Предкавказье и Прикаспий до восточных зон Южного Урала.
- Выделил в позднедокембрийской истории Сибири древнего (665—715 млн лет назад) ледниковый период, соответствующий субглобальному оледенению Стерт.
- Выявил эпоху гиперчастых геомагнитных инверсий на рубеже докембрия и палеозоя, с окончанием которой может быть связан «кембрийский взрыв биоразнообразия».

Автор более 150 научных публикаций.
Изучает геологию и тектоническую эволюцию фанерозойских складчатых поясов и древних платформ Северной Евразии. В последние годы основное внимание сосредоточил на разработке проблем палеозойской и допалезойской тектоники и геодинамики Тимано-Печорско-Баренцевоморского (включая архипелаг Шпицберген), и Уральского складчатых обрамлений Восточно-Европейской платформы, Енисейско-Саянского и Прибайкальского обрамлений Сибирской платформы, а также Крымско-Западно-Кавказского региона.
Имеет большой опыт полевых работ в различных районах Центрального Казахстана, Урала, Енисейского кряжа, Прибайкалья и юга Присаянья, Шпицбергена, Тимано-Печорского и Камчатско-Охотоморского регионов.

## Награды, звания и премии
- 2015 — Отличник разведки недр[14].

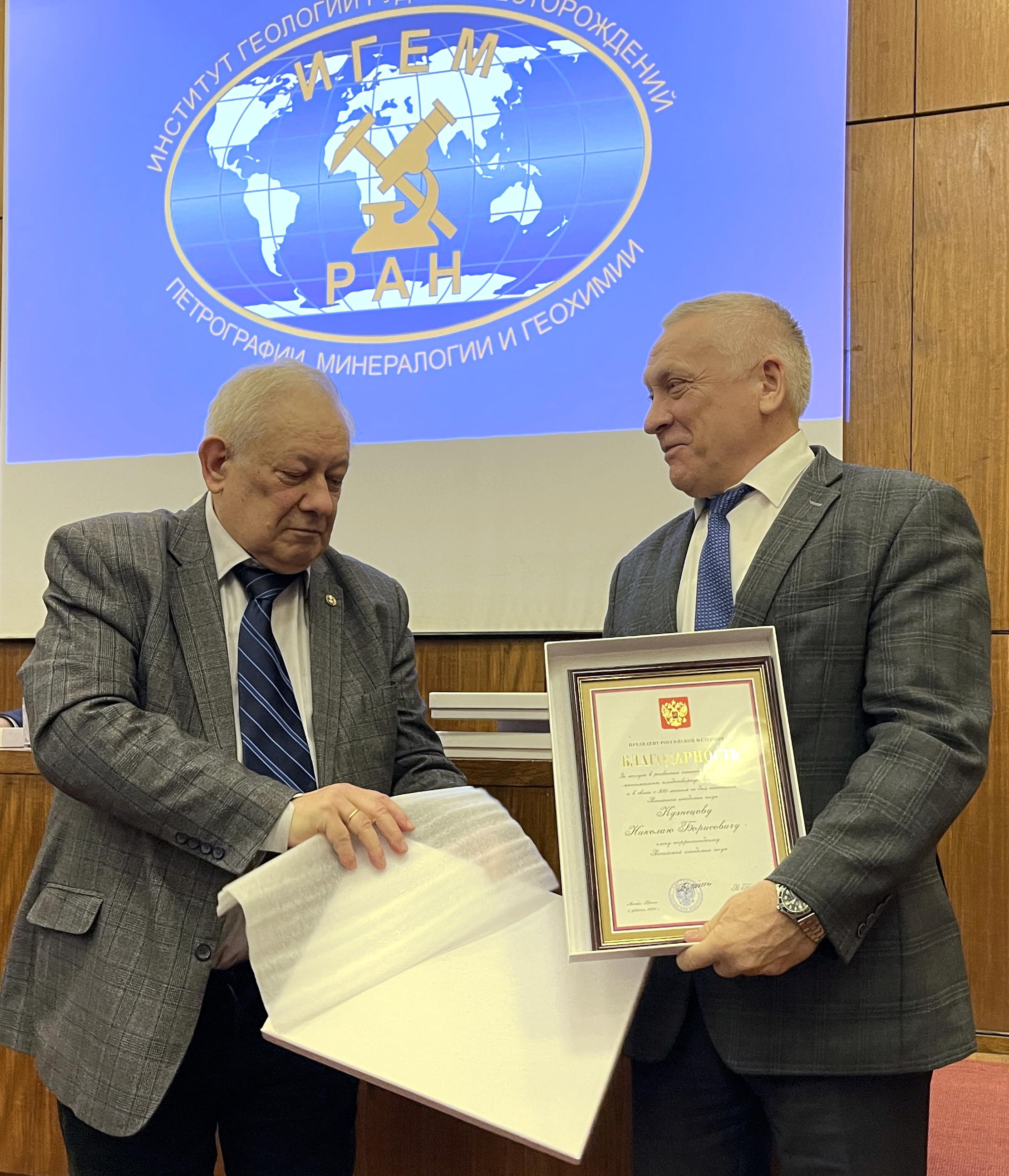
На заседании ОНЗ РАН, 2024

- 2021 — Медаль «За вклад в реализацию государственной политики в области образования и научно-технологического развития», Минобрнауки России[15].
- 2022 — Член-корреспондент РАН.
- 2024 — Благодарность Президента Российской Федерации (5 февраля 2024 года) — за заслуги в развитии отечественной науки, многолетнюю плодотворную деятельность и в связи с 300-летием со дня основания Российской академии наук[16].

## Членство в организациях
- Член Учёного совета ГИН РАН
- Член диссертационных советов при ИФЗ РАН, ГИН РАН и РУДН.
- Член Экспертного Совета по наукам о Земле при ВАК, Министерство науки и высшего образования Российской Федерации (с 2014), председатель Экспертного Совета (с 2022).
- Член редакционных коллегий научных журналов: Стратиграфия. Геологическая корреляция, Бюллетень Московского общества испытателей природы, Известия высших учебных заведений. Геология и разведка[17], Известия КОМИ НЦ. Науки о земле, Вестник Российского университета дружбы народов. Серия Инженерные исследования.